# 田岡批呂子
田岡 批呂子（たおか ひろこ）日本の実業家、テレビナビゲーター、ラジオパーソナリティー、イベント企画プロデューサー、情報誌編集長、有限会社コニサークラブ 代表取締役、&connoisseur club主宰、医療法人理事、ライフスタイルコーディネーターとしても活躍中。

--- PROFILE-----

## 有限会社コニサークラブ
代表取締役
&connoisseur club
主宰
田岡批呂子
Hiroko Taoka

### B-fm791 ラジオ番組
http://www.bfm.co.jp/
毎週木曜日 21:00~21:59
『田岡批呂子のおとなの上質』on-air中
http://otona-joshitu.net/
イベントプラン&企画プロデュース
コンサルティング&スーパーバイザー
ライフスタイルコーディネーター

### Connoisseur clubデザイン室.
ホームページ作成・管理
ポスター・フライヤー・冊子
会報誌・雑誌・情報誌作成発行
しょっぷこにさーくらぶ
セレクトショップ

### TEAM CONNOISSEUR CLUB
映像カメラマン・フォトグラファー
グラフィックデザイナー・WEBデザイナー
ライター

### Studio connoisseur club
UstteamTV on-air

### cafe connoisseur club
文理大学東門前

### 『*。taoka*○.hiroko*.。』
イベント・結婚式・式典・司会
パーソナリティー&ナビゲーター
四国情報雑誌『響』 発行人
月刊誌『のぞみ』 Design
医療法人 理事
徳島県防衛協会 副会長 事務局長 女性部会会長
徳島市ふれあい健康館 スーパーバイザー
NPO法人タイムテーブル 副理事長
徳島グルメ文化研究会 略称(グルメの会) 会長
日本カジノ保養学会 広報委員長
各企業コンサルタント
元 四国放送
『あさ6:30 Smart Style』
企画ナビゲーターレギュラー出演
元 徳島新聞カルチャー
『トータルコーディネートを楽しもう！』講師
元 B-FM791
『らぢお阿波おどり』メインパーソナリティー
元 NHK番組審議委員
元 文化振興財団補助金審査委員
四国八十八箇所霊場会 公認先達
四国別格二十霊場会 公認先達
四国三十六不動霊場会 公認先達
西国三十三所札所会 公認先達

### ライフスタイルコーディネーター
2003年 築25年の古家を、施主のライフスタイルに合わせてリフォームのアドバイスをする。
2004年 新築マンションのインテリアを手がける。
2007年 築10年の家を家族が増えるためのリフォームのアドバイスをする。
2008年 築3年の店舗のリフォームのアドバイスをする。

### フリーアナウンサー
2004年 四国放送
元『あさ6:30 Smart Style』企画プロデュース・ナビゲーターレギュラー出演

### ファッションアドバイザー ファッションコーディネーター
2005年から2006年にかけて、四国放送『Smart style』でファッションアドバイザーとしてレギュラーコーナーを担当した。
現在でもテレビ・雑誌など多方面で活躍する。 
2007年3月からタウン情報誌『あわわ』『050』『ASA』『PREMIUM050』
クライアントのと共に紙面作りに参加。
2008年5月 四国放送
『おはようとくしま』で、有限会社コニサークラブが紹介される。
2008年6月から ラジオB-FM791
『田岡批呂子のおとなの上質』毎週木曜 21:00~21:59 on-air メインパーソナリティー
2009年 ラジオB-FM791
元『らぢお阿波おどり』メインパーソナリティー